# Ylirivier
De Ylirivier (Zweeds: Ylijoki) is een rivier, die stroomt in de Zweedse  provincie Norrbottens län. Zij is het afwateringsriviertje van het meer Yli-Kuittasjärvi en stroomt zuidwaarts naar het Kuittasjärvi. Ze is ongeveer 2 kilometer lang.